# Skorenovac
Skorenovac (serbi: Скореновац, Skorenovac, hongarès: Székelykeve, alemany: és un poble ubicat al municipi de Kovin, al districte de Sèrbia, Banat del Sud, a la província autònoma de Vojvodina.

## Geografia
Les ciutats més properes són Kovin (6 km), Smederev (17 km), Pančevo (30 km) i Belgrad (46 km). Les coordenades són N 44° 45′ 42.9″, i E 20º 54' 20.72".

## Història

### Història general
Durant els anys 1869 i 1886 entre els rius Banatski Brestovac i Danubi hi havia un llogaret anomenat Gyurgyova-Rádayfalva (Đurđevo). El 1869, la població de Gyurgyova tenia 396 habitants. Després de la primera arribada dels colons, que incluïa les famílies hongareses (Palóc) de Banatsko Novo Selo, (hongarès: Újfalu), Jermenovci (hongarès: Ürményháza), Sándorfalva, el comtat de Szeged i Banatski Dušanovac (hongarès: Szőlősudvarnok, alemany: Rogendorf), el 1883, van venir a Skorenovac els primers Sékely - unes 645 famílies o al voltant de 2000 persones.
Més tard, el 1886, la població va ser traslladada on avui es troben els pobles de Skorenovac i Ivanovo, perquè el Danubi va inundar i així va destruir completament tota la propietat i terra fèrtil del poble, a part que les vides dels seus habitants estaven en perill permanent.
El poble de Skorenovac (que en aquell temps es deia Skékelykeve), va ser fundat l'any 1886, durant el regnat de Francesc Josep I. El seu territori era a Torontál Vármegye, un comtat del Regne d'Hongria. L'any 1912, pertanyia al comtat de Temes Vármegye. L'any 1888 el poble comptava amb 506 cases i el 1910 amb 685 cases.
Molts dels colons van ser hongaresos Székely que van venir des de Bukovina i unes quantes famílies alemanes que van venir de Plandište i Pločice. Entre els primers també hi havia famílies búlgares de Dudeştii Vechi (hongarès: Óbesenyő, alemany: Altbeschenowa, búlgar de Banat: Stár Bišnov)

## Noms històrics del poble i de la regió
Noms històricos de la regió:
- Zkorenovetz Terra (1412)
- Zkorenocz Puszta
- Villa Regalis (1428)

Noms històrics del poble:
- Nagygyörgyfalva (1883-1886)
- Székelykeve (1886-1922)
- Skorenovac (des de 1922)

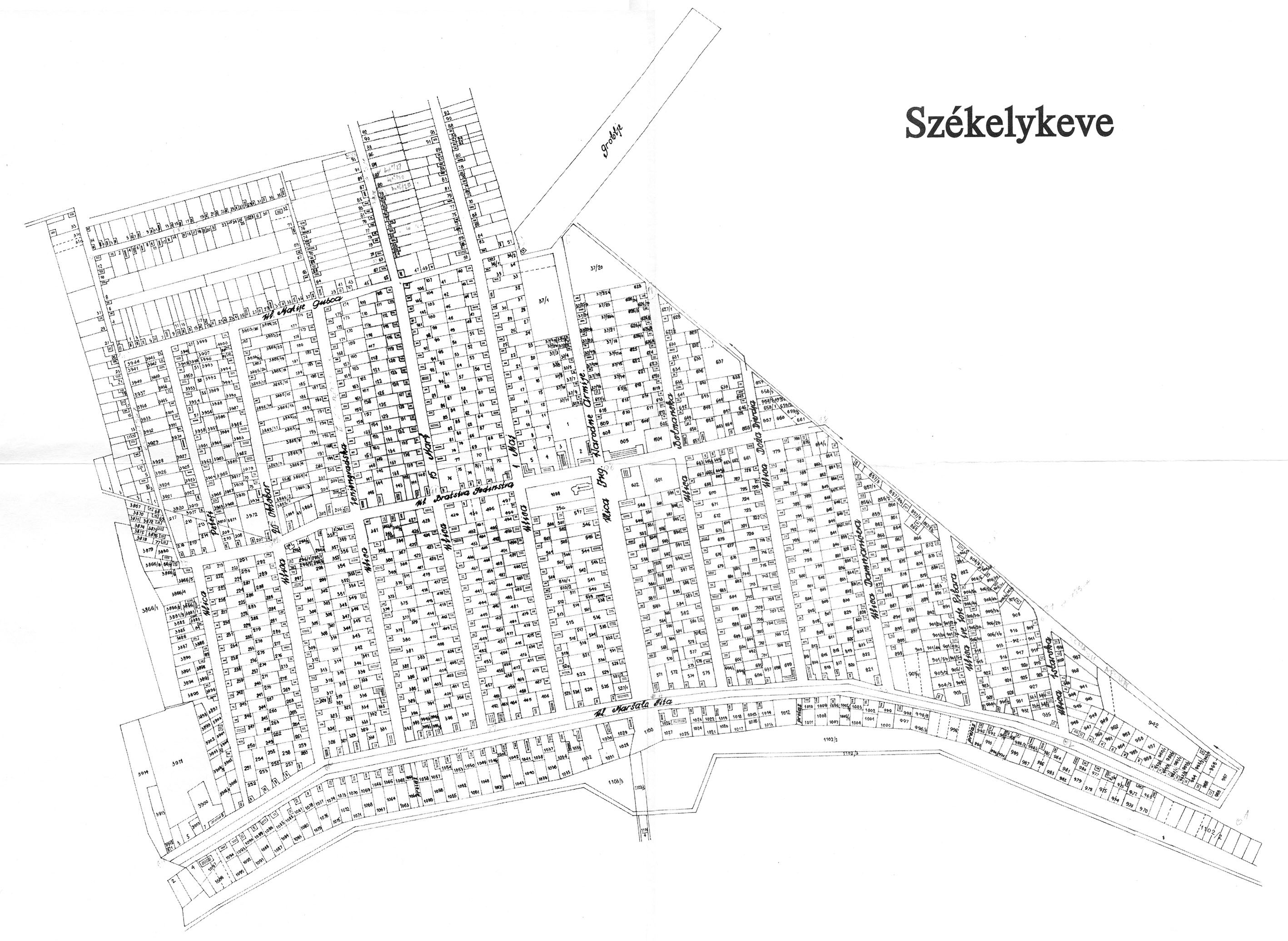
Skorenovac en el mapa

- Skorenowatz (usat pels alemanys en diferents períodes)

## Economia, religió i educació - dates importants
- 1885 - Arriba el primer mestre permanent, János Mischel, al poble de Gyurgyova, i després el 1886, a Skorenovac.
- 1886 - El primer jutge de Skorenovac va ser Ágoston Kollár (1886-1890).
- 1889 - Es va acabar el primer edifici escolar. Els mestres van ser: Johan Steiner (Director y mestre), János Mischel (mestre), Ottilia Müller (mestra), i Etelka Somogyi (mestra). A l'any escolar de 1905/06, l'escola comptava amb 561 alumnes. L'escola elemental, per aquell temps, tenia 6 graus. Els membres del comitè escolar el 1930, van ser: Imre László, Mihály Fehér, Francz Wintergerst, Bóna Boszilkov, József Medgyessy i András Varga.
- 1892 - El 18 de desembre es va inaugurar l'església catòlica. El primer mossèn va ser Ferenc Deleme (1892-1898)
- 1894 - El 25 de novembre es va fundar l'Associació d'agricultors acreditors. El seu president va ser Ferenc Deleme, i l'associació comptava amb 71 membres.
- 1895 - El 6 d'octubre, es va fundar la primera bibliotèca, que comptava amb 50 membres. El president va ser Ferenc Deleme, i el bibliotecari János Hajagos.
- 1898 - Dr. József Klein, el metge amb el lloc de feina fix, en Kovin, va acceptar atendre de forma permanent als habitants de Skorenovac.
- 1899 - Es va establir la primera brigada de bombers. El seu president va ser Johan Kirchgäsner i el cap de bombers va ser Johan Mischel. La brigada comptava amb 60 membres.
- 1900 - Es va establir el primer metge permanent a Skorenovac, el Doctor Edét Urbanek.
- 1906 - Es va fundar l'associa de caçadors que comptava amb 14 membres. Els fundadors van ser Gyula Szabatka i Dezsö Töry.
- 1912 - Katalin Rüger va inaugurar el primer molí amb motor. Va funcionar fins als anys 70, quan el van tancar.
- 1913 - El 27 d'abril, es va fundar l'Associació de consumidors "Hangya". El seu president va ser Aladár Wikel, i l'associació comptava amb 128 membres. La botiga també es va inaugurar el mateix any.
- 1924 - La Creu Roja va iniciar la seva lavor humnaitària, però es van establir oficialment a la organización a Skorenovac l'any 1931. L'organització tenia 57 membres, i el president va ser Omre László.
- 1925 - Es va fundar la societat cultural (hongarès: Kultúrszövetség, alemany: Kulturbund). A partir del 1948, obté el nom de KUD "Petõfi Sándor".
- 1932 - Es va fundar l'associació d'artensans amb András Bircsçak, el sabater, com a president.
- 1932 - El 14 de gener, es va fundar el club de futbol "Kék Duna" (en hongares vol dir "Danubi blau"). El president va ser Milivoj Đurkin i el vicepresident el Dr. Imre Lázsló. Els jugadors van ser: Antal Fazekas, János Szirák, Stanko Erdeljan, József Borsós, János Brasnyó, József Boszilkov, Pubi Hubert, István Kiss, Imre Galac, Tamás Jung, Dezsö Kovačević, István Urbán, Imre Komáromi, János Migléci, Mile Perić, Đuro Stanisavljević y Slavko Ivkov.

## Població i els grups ètnics amb més nombre

### Taula 1
| 1910 | 4,541 | Hongaresos | 73,31% | Alemanys | 11,94% | Búlgars   | 9,69% | Eslovacs  | 2,53% | Serbis   | 1,26% |  |
| 1921 | 4,195 | hongaresos | 81,83% | búlgars  | 10,27% | alemanys  | 7,34% | serbis    | 0,36% | eslovacs | 0,05% |  |
| 1948 | 4,465 | hongaresos | 84,46% | búlgars  | 11,22% | serbis    | 3,18% | alemanys  | 0,70% | eslovacs | 0,05% |  |
| 1991 | 3,213 | hongaresos | 80,36% | serbis   | 9,40%  | iugoslaus | 3,36% | búlgars   | 2,53% | alemanys | 0,15% |  |
| 2002 | 2,501 | hongaresos | 86,71% | serbis   | 5,47%  | búlgars   | 2,99% | iugoslaus | 1,04% | alemanys | 0,07% |  |

### Taula 2
| Any      | 1869. | 1875. | 1880. | 1900. | 1910. | 1915. | 1921. | 1931. | 1936. |
| Població | 396   | N.D.  | 298   | 3,399 | 4,541 | 4,486 | 4,195 | 4,099 | 4,366 |
| Llars    | N.D.  | 265   | N.D.  | 664   | 853   | N.D.  | 847   | 927   | N.D.  |
| Any      | 1939. | 1942. | 1948. | 1953. | 1961. | 1971. | 1981. | 1991. | 2002. |
| Població | 4,271 | 4,464 | 4,465 | 4,403 | 4,306 | 4,021 | 3,731 | 3,213 | 2,501 |
| Llars    | N.D.  | 1,020 | 1,069 | 1,105 | 1,143 | 1,119 | 1,328 | 1,086 | N.D.  |